# エイヌ人
エイヌ人（Äynu people）は中国の非認定民族の一つで、チュルク語族のエイヌ語を話す。ほとんどが新疆ウイグル自治区のタクラマカン砂漠の辺縁部に居住し、人口は推定3万～5万人。イスラム教アレヴィー派を信仰する。